# Parathyreus fulvescens
Parathyreus fulvescens is een keversoort uit de familie cognackevers (Bolboceratidae). De wetenschappelijke naam van de soort werd in 1846 gepubliceerd door Charles Émile Blanchard.